# Matosawank

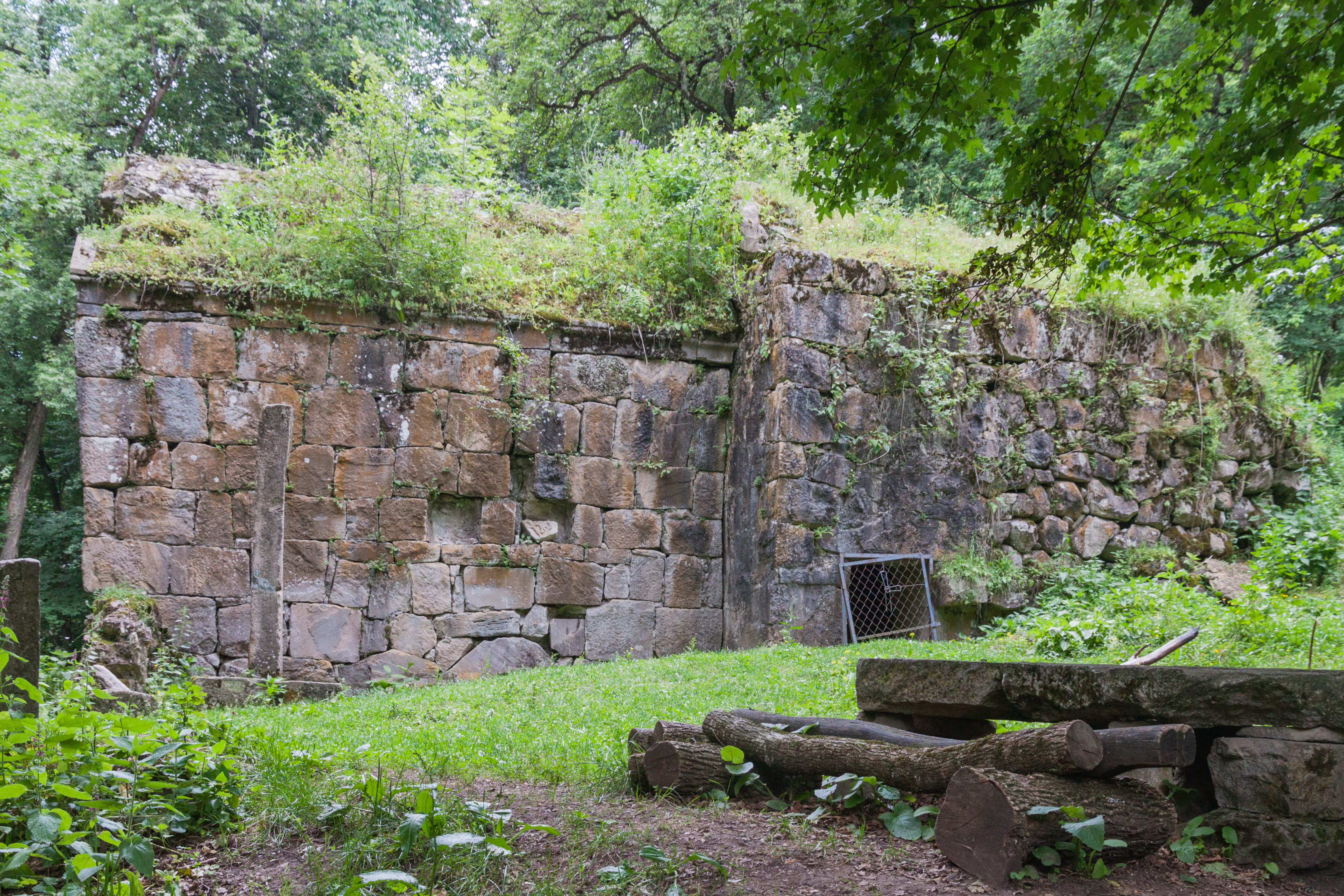
Matosawank

Das Matosawank (armenisch Մաթոսավանք) ist ein ehemaliges Kloster der Armenischen Apostolischen Kirche in der nordarmenischen Provinz Tawusch. Gegründet wurde es im 13. Jahrhundert. Heute ist das Kloster verlassen. Die Gebäude sind weitgehend zerstört und das Areal ist überwachsen.

## Lage
Das Kloster liegt etwa drei Kilometer nordwestlich der Stadt Dilidschan im Dilidschan-Nationalpark. Dort steht es auf einem bewaldeten Bergrücken gegenüber dem Kloster Juchtak am rechten Ufer des Flusses Bldan.

## Geschichte

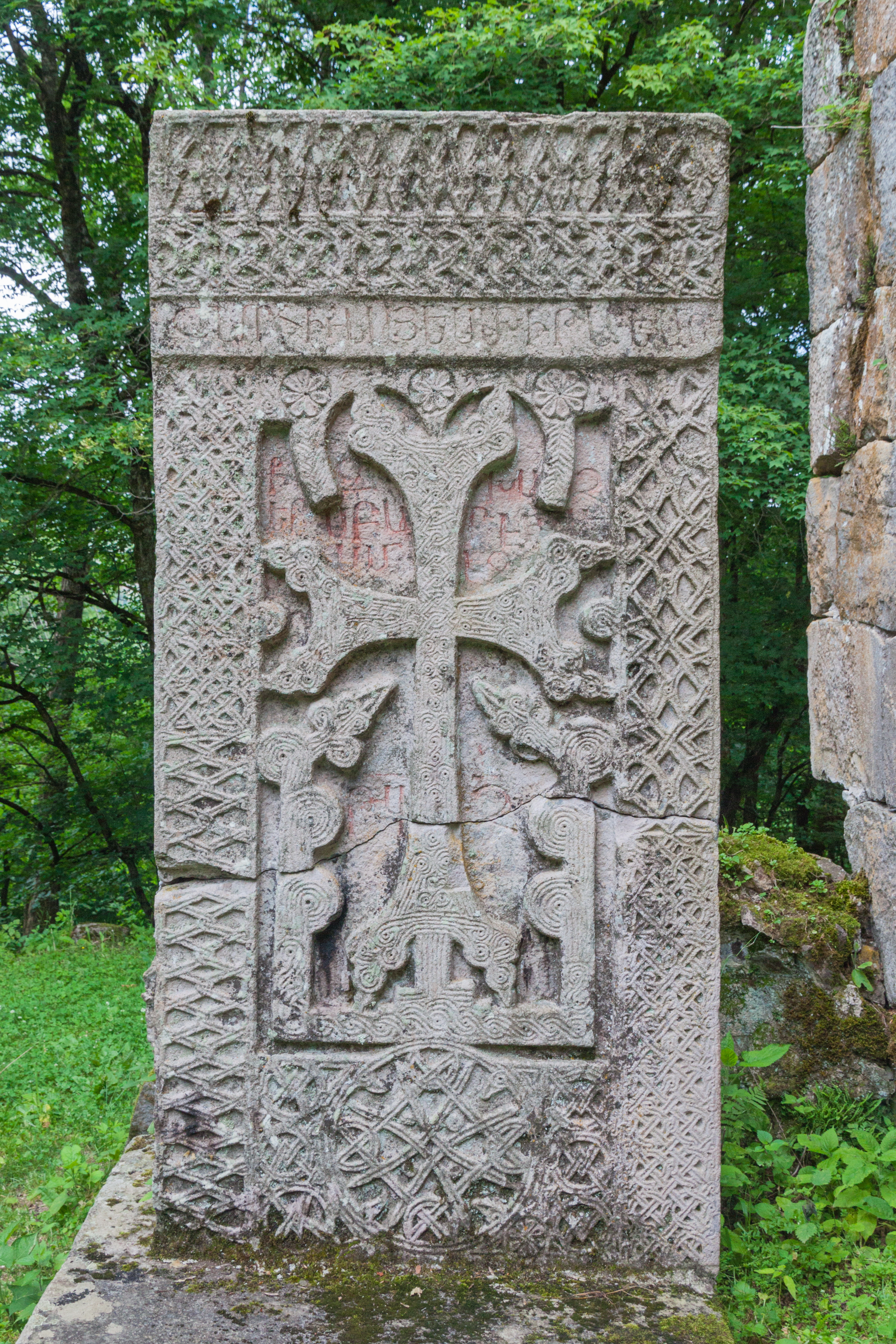
Chatschkar auf dem Gelände von Matosawank

Awag Sakarian aus der georgisch-armenischen Sakariden-Dynastie gründete das Kloster im 13. Jahrhundert. Er ließ die Hauptkirche Surb Astwazazin (armenisch Սուրբ Աստվածածին, „Heilige Muttergottes“, westarmenisch Surp Asdwadsadsin, andere Umschriften Surp Astvazatsin, Surb Astuacacin) 1247 erbauen. Awag hatte sich zuvor dem vierten mongolischen Großkhan Möngke Khan unterworfen und von diesem zum georgisch/armenischen Militärführer ernannt worden.
Die Hauptkirche besteht eigentlich aus zwei unmittelbar aneinander grenzenden Kirchen, die aus grob behauenen Steinen errichtet wurden. An der Außenwand ist der Grundstein für das Kloster zu sehen. Die Innenräume sind verputzt, die Deckengewölbe weitgehend erhalten. Die Eingänge zur Kirche befinden sich an der Westwand (mit vorgebautem Gawit) sowie in der Ostwand. Über Fenster in der Südwand gelangt Licht in das Gebäude. Westlich vorgebaut ist ein Gawit. Er wurde ebenfalls aus grob behauenen Steinen erbaut und ist innen verputzt. Das einzige Fenster des Gawits befindet sich in der Westwand der Vorhalle.
An der Südwand (hinter dem Altar) ist die Kirche mit den Räumlichkeiten der ehemaligen Bibliothek verbunden. Von dieser ist ein Teil der gewölbten Decke mit dem Ziegeldachs erhalten geblieben. Südöstlich der Kirchen gibt es einen kleinen Friedhof. Auf dem Gelände stehen einige Chatschkare (kunstvoll behauene Gedächtnissteine mit einem Reliefkreuz in der Mitte, das von geometrischen und pflanzlichen Motiven umgeben ist).